# 100
Évszázadok: i. e. 1. század – 1. század – 2. század
Évtizedek: 50-es évek – 60-as évek – 70-es évek – 80-as évek – 90-es évek – 100-as évek – 110-es évek – 120-as évek – 130-as évek – 140-es évek – 150-es évek
Évek: 95 – 96 – 97 – 98 –  99 – 100 – 101 – 102 – 103 – 104 – 105

## Események

### Római Birodalom
- Traianus császárt (helyettese februártól Lucius Iulius Ursus, márciustól Marcus Marcius Macer, májustól Lucius Herennius Saturninus, júliustól Quintus Acutius Nerva, szeptembertől Caius Julius Cornutus Tertullus, novembertől Lucius Roscius Aelianus Maecius Celer) és Sextus Iulius Frontinust (helyettese Caius Cilnius Proculus, Pomponius Mamilianus, Lucius Fabius Tuscus, Caius Plinius Caecilius Secundus és Tiberius Claudius Sacerdos Iulianus) választják consulnak.
- Traianus megalapítja Africában Marciana Traiana Thamugadi városát (ma Timgad) a légiós veteránok számára.
- Publius Aelius Hadrianus feleségül veszi Traianus unokahúgát, Vibia Sabinát.
- Rómában megkezdődik Traianus vásárcsarnokának építése.

### Ázsia
- Trónra lép Pakorész, az Indo-pártus királyság utolsó uralkodója.

### Dél-Amerika
- Megjelenik a mocsika kultúra (hozzávetőleges időpont)

## Születések
- Faustina, Antoninus Pius császár felesége
- Szent Jusztinusz, keresztény filozófus, mártír
- Cornelius Fronto, római grammatikus
- Klaudiosz Ptolemaiosz, görög matematikus, csillagász, a ptolemaioszi világmodell kidolgozója
- Junius Rusticus, római filozófus

## Halálozások
- Iosephus Flavius történetíró
- II. Heródes Agrippa zsidó király
- János apostol, Jézus tanítványa
- Vang Csung, kínai filozófus

## Fordítás
- Ez a szócikk részben vagy egészben  az   AD 100 című angol Wikipédia-szócikk ezen változatának fordításán alapul.  Az eredeti cikk szerkesztőit annak laptörténete sorolja fel. Ez a jelzés csupán a megfogalmazás eredetét és a szerzői jogokat jelzi, nem szolgál a cikkben szereplő információk forrásmegjelöléseként.